# Burg Schatzberg
Die Burg Schatzberg, auch Schatzburg genannt, ist die Ruine einer Spornburg bei Egelfingen, einem Ortsteil der Gemeinde Langenenslingen im Landkreis Biberach in Baden-Württemberg. Die ehemaligen Burganlage verfügte über eine Ringmauer mit einer Stärke von 0,9 Meter und einen Bergfried mit einer Grundfläche von 9,5 mal 7,5 Meter und einer Mauerstärke von 2 Meter. 

## Geografische Lage
Die Ruine liegt auf der äußersten Grenze gegen Sigmaringen, auf einem 703 m ü. NN hohen Sporn sehr hoch mit weiter Aussicht nach Süden bis an die Alpen.

## Geschichte
Die Erbauung der Burg lässt sich urkundlich nicht feststellen, doch bereits 1250 wird Ritter Konrad von Hornstein zu Schatzberg als erster urkundlich genannt.
Die Burg Schatzberg bildete einen Teil der Ritterherrschaft Wilflingen und war mit einem eigenen Gut verbunden, das den Egelfingern gegen eine jährl. Gült überlassen war; auch gehörten eine große Fläche Wald zu der Burg. Die Bauerngüter waren Fall- bzw. Erblehen. Die Ritterherrschaft Wilflingen waren Vasallen der Grafen von Veringen.

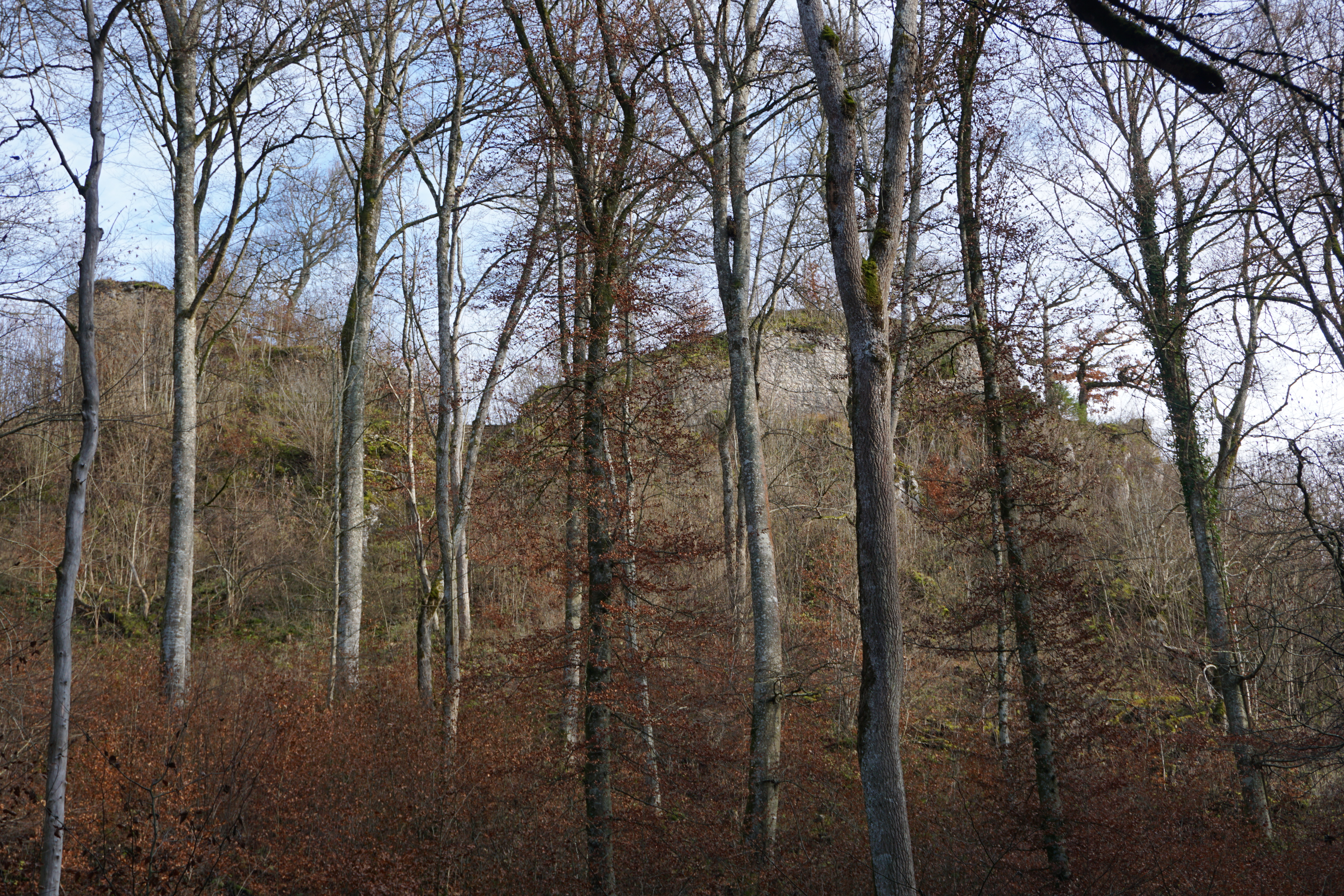
Ruine Schatzberg

Die Burg Schatzberg war neben den Burgen Bittelschieß und Hertenstein die dritte Burg in unmittelbarer Nähe der Stammburg Hornstein, auf der gleichzeitig Nebenzweige des Geschlechtes der Herren von Hornstein saßen.
Die Herren von Hornstein zu Schatzberg nannten sich auch von Wülflingen, da das Dorf Wülflingen zu Schatzberg gehörte. Entgegen der andern Hornsteiner Linie waren die Schatzberger ziemlich fehdelustig.

### Linie der Hornstein zu Schatzberg
Ritter Konrad von Schatzberg (1250–1267) war Lehensmann des Grafen Hartmann I. von Grüningen. Johannes, Ritter zu Schatzberg (1282–1323) genannt von Wülflingen, war Urteilssprecher über die Heiligenberger Grafenrechte und hatte 1313 Schatzberg als österreichisches Lehen.
Peter von Hornstein (Bruder des Johannes) war Ritter (1286 bis 1315). Er besaß Güter in Altheim (bei Riedlingen), Andelfingen und Hitzkofen. Ein weiterer Bruder, Hermann von Hornstein (1293–1333), war Kirchherr zu Blochingen, Seekirch und besaß Güter in Riedlingen, Grüningen, Altheim (bei Riedlingen) und Heudorf bei Meßkirch.
Heinrich von Hornstein zu Wilflingen, war vermutlich 1327–1350 Besitzer von Schatzberg. Sein Sohn, Hans III. von Hornstein zu Schatzberg (1339–1412) hatte auch Anteil an der Burg Hornstein. Er verkaufte Hasenweiler und Ilmensee. Durch seine Fehden mit den Geroldseckern, die nach der Zimmer'schen Chronik ein ganz unruhiges Geschlecht waren, konnte er seine Vermögensverhältnisse deutlich verbessern. 1385 wurde Hans zu Schatzberg für 5 Jahre Bürger der Stadt Rottweil. Er öffnete seine Festung Schatzberg und wohnte 1394 in Wilflingen.
Am 21. September 1400 vereinbarten Herzog Leopold von Oesterreich und Hans zu Schatzberg den Zugang zu der Kirche in Bingen (Büngen). Hans von Schatzberg war mit Agnes von Neuneck verheiratet, Tochter des Volz von Neuneck (Glatten) zu Neckarburg.
Hans IV. von Hornstein zu Schatzberg (Sohn Hans III.) wurde 1399–1440 erwähnt.
Heinrich v. Hornstein, Hansens III. Sohn, saß zu Hornstein und war mit Agnes von Seckendorf verheiratet. Er kaufte den Turm zu Hornstein.
Jos von Hornstein zu Schatzberg (1438–1485) war ein Sohn Hans IV. und der letzte Ritter auf der Burg Schatzberg. Gleichzeitig mit der Burg Schatzberg hatte Jos noch die bedeutende Pfandherrschaft der Burg Hohenberg bei Spaichingen inne. Jos erbte den nach dem Verkauf von Wülflingen und Emerfeld noch übrig gebliebenen väterlichen Besitz der Feste Schatzberg mit Egelfingen und die Güter zu Langenenslingen.
Die Schatzberger dienten mit ihrer Feste den Herzögen von Oesterreich. Das Leben des Ritters Jos zu Schalksberg, der mit Anna von Rechberg vermählt war, bewegte sich meistens in Fehden; immer suchte er mit dem Schwerte sich und andern Recht zu verschaffen. Gemeinsam mit Konrad Scharpf von Freudenberg und einigen andern Rittern griff er den Bischof von Augsburg an. Der Bischof fand Hilfe beim Kaiser, der die Grafen Ludwig und Ulrich von Württemberg beauftragte den Bischof zu unterstützen. Diese ließen die Feste Schatzberg aus welcher der Angriff geschehen war, durch Graf Friedrich von Helfenstein niederbrennen. Eine Belagerung bzw. eine Verteidigung der Feste scheint nicht stattgefunden zu haben, da Konrad von Hornstein, ein Vetter Jos Klage führt, dass die Burg niedergebrannt wurde, als Jos wehrlos dagestanden sei. Von da an führte Jos ein ganz unstetes Leben. Er verkaufte die Reste seines Besitzes (Burgstall Schatzberg) an seinen Vetter Konrad von Hornstein. 1455 kam Jos in die Reichsacht und war 1461 noch darin.
Jos von Hornstein zu Schatzberg war ein tapferer, unerschrockener Ritter, stets suchte er mit dem Schwerte sich und anderen Recht zu verschaffen. 1458 hatten die Klosterfrauen zu Sonnenberg in Tirol Jos um Hilfe angerufen, die sich bedrängt fühlten. Dabei wurde Jos von Cardinal Quasas Amtmann gefangen genommen. Wieder in Freiheit, folgte Jos dem Ruf seines Vetters Hug, der mit Berthold von Stain in Fehde gekommen war. Jos, der sich in den letzten Jahren seines Lebens meistens in der Schweiz aufhielt, verunglückte bei einer Fehde gegen die Grafen von Werdenberg und Heiligenberg und fand dabei auf der Dominikanerinsel bei Konstanz den Tod. Ob er durch Mord oder Kampf umkam, lässt sich nicht feststellen.
Jos hatte mit seinem Sohne Wendel die Bodenseegegend beunruhigt, was der Stadt Konstanz sehr unlieb war und wegen Jos einen Schriftwechsel mit der Stadt Zürich führte. Jos von Hornstein fand im Kloster Magdenau bei St. Gallen seine Ruhestätte. Er war mit Anna von Rechberg verheiratet, die 1453 das letzte Mal urkundete.
So ist die Linie Schatzberg mit Wendel, dem Sohne Jos, erloschen.
1454 verkaufte Jos von Hornstein, der Sohn des Hans IV.,  die zerstörte Feste Schatzberg an seinen Vetter Konrad von Hornstein zu Grüningen. Über dessen Tochter gelangte sie an Georg I. von Hornstrin gen. Hertenstein zu Grüningen, der sie aber 1487 an den Sigmaringer Vogt Hans von Mulfingen veräußerte. Sebastian Schenk von Stauffenberg erwarb 1538 den Besitz, der fortan bei dieser Familie blieb.

## Die Sage von „Hans Hödiö“
Die Sage von „Hans Hödiö“ geht wohl auf Hans III. 1339 bis 1412 zurück, der durch seine Fehden mit den Geroldseckern bekannt war. Sie erzählt, dass die Schatzburg eine Fülle erbeuteter Schätze in ihren Gewölben und Kellern barg.
Hans Hödiö war ein Ritter, der wegen seines üblen Lebenswandels, schwer mit Schuld beladen aus Welschland ausgewiesen wurde. Er kam in die deutschen Gaue und baute sich zwischen Hitzkofen und Egelfingen in einem der dichten Waldesgründe ein Felsenhaus. 
Von dort aus unternahm er seine Raubzüge durch Städte, Dörfer und auf zahlreiche Burgen.
Zu diesen Vorhaben sammelte er viele Getreue um sich, mit denen er gemeinsam zu Überfällen, Raub und Plünderungen auszog. Die Bauern auf den Höfen machte er arm, da er sie um ihr gesamtes Hab und Gut brachte. Auch kein Wanderer war vor ihm sicher. Selbst die Burgen Hornstein, Dietfurt und Wildenstein  wurden von Plünderungen nicht verschont. Die Leute zitterten, wenn sie des Ritters Schreckensruf „Hödiö“ vernahmen. Dann wussten sie, dass der wilde Räuber mit seinen Helfern sein Unwesen treib.
Als die Not im Lande durch ihn wuchs, tat sich eine Schar der edelsten Ritter unter der Führung von Graf Wolfrad von Veringen zusammen. Sie stürmten auf den Feind, auf seine Burg, Schatzberg genannt, die er bald nach dem Felsenhaus erbaut hatte. Das Schloss brannte nieder, das Gemäuer stürzte über dem Schlossherrn ein. Und Tor und Turm folgten in wildem Durcheinander. Hans Hödiö und seine Mordgesellen konnten sich nicht retten. Sie mussten kläglich enden.
Seit diesem Tag aber bemerken die nächtlichen Wanderer, wie um Schatzbergs Mauern gespenstisch ein Irrlicht kreist. Zugleich hören sie weithin durch die Lande den schauerlichen Ruf des Ritters „Hödiö“, der sich am Widerhall der Felsen schlägt und die Leute flüstern ängstlich: „Hans Hödiö geht um!“

### Allgemein
- Christoph Bizer: Oberflächenfunde von Burgen der Schwäbischen Alb – Ein Beitrag zur Keramik- und Burgenforschung. Konrad Theiss Verlag, Stuttgart 2006, ISBN 3-8062-2038-7, S. 422–424.
- Josef Härle: Von der ehemaligen Burg Schatzberg. In: Hohenzollerische Heimat 1958, Seite 52f.
- Max Miller (Hrsg.): Handbuch der historischen Stätten Deutschlands. Band 6: Baden-Württemberg (= Kröners Taschenausgabe. Band 276). Kröner, Stuttgart 1965, DNB 456882928.
- Günter Schmitt: Burgenführer Schwäbische Alb, Band 2: Alb Mitte-Süd – Wandern und entdecken zwischen Ulm und Sigmaringen. Biberacher Verlagsdruckerei, Biberach 1989, ISBN 3-924489-45-9, S. 315–320.
- Stefan Uhl: Die Burgruine Schatzberg. In: Heimatkundliche Blätter für den Kreis Biberach. Jahrgang 6, Heft 2, Seite 12ff.